# Скокови у воду на Летњим олимпијским играма 2016 — даска 3 м синхронизовано за мушкарце
Такмичење у скоковима у воду у дисциплини синхронизовани скокови са даске за мушкарце на Летњим олимпијским играма 2016. у Рио де Жанеиру одржано је 7. августа у 16 часова по локалном времену, на базену Центра за водене спортове Марија Ленк смештеном у четврти Бара да Тижука.
На такмичењу је учестовало укупно 8 парова из 8 земаља. Одржано је само финале, а сваки пар је извео по 5 скокова.
Златну медаљу освојио је британски пар Крис Мирс и Џек Ло са збирном оценом од 454,32 поена. Сребрну медаљу освојио је амерички пар Сем Дорман и Мајкл Хиксон са збирном оценом од 450,21 (4,11 поена мање од победника), док је бронза припала пару Цао Јуен и Ћин Кај из Кине са оценом од 443,70 поена (10,62 поена заостатка за првопласираним). 

## Освајачи медаља
|                                           | Резултат |                                                       | Резултат |                           | Резултат |
|                                           |          |                                                       |          |                           |          |
| Уједињено Краљевство · Крис Мирс · Џек Ло | 454,32   | Сједињене Америчке Државе · Сем Дорман · Мајкл Хиксон | 450,21   | Кина · Цао Јуен · Ћин Кај | 443,70   |

## Резултати
| Плас. | Држава                                                | Скакачи | Скакачи | Скакачи | Скакачи | Скакачи | Скакачи | ∑      |
| Плас. | Држава                                                | 1.      | 2.      | 3.      | 4.      | 5.      | 6.      | ∑      |
| ----- | ----------------------------------------------------- | ------- | ------- | ------- | ------- | ------- | ------- | ------ |
|       | Уједињено Краљевство · Крис Мирс · Џек Ло             | 52,80   | 53,40   | 84,66   | 85,68   | 86,58   | 91,20   | 454,32 |
|       | Сједињене Америчке Државе · Сем Дорман · Мајкл Хиксон | 50,40   | 50,40   | 85,68   | 87,15   | 78,54   | 98,04   | 450,21 |
|       | Кина · Цао Јуен · Ћин Кај                             | 54,00   | 54,00   | 79,56   | 82,62   | 90,30   | 83,22   | 443,70 |
| 4.    | Немачка · Стефан Фек · Патрик Хаусдинг                | 52,80   | 51,60   | 80,19   | 74,55   | 69,36   | 81,60   | 410,10 |
| 5.    | Мексико · Хаир Окампо · Ромел Пачеко                  | 51,00   | 50,40   | 82,62   | 69,30   | 74,46   | 77,52   | 405,30 |
| 6.    | Италија · Андреа Кјарабини · Ђовани Точи              | 52,80   | 51,00   | 80,58   | 64,98   | 70,35   | 75,48   | 395,19 |
| 7.    | Русија · Јевгениј Кузњецов · Иља Захаров              | 53,40   | 51,60   | 76,50   | 62,01   | 63,00   | 78,66   | 385,17 |
| 8.    | Бразил · Јан Матос · Луис Отерело                     | 48,60   | 28,80   | 61,38   | 66,33   | 70,38   | 57,12   | 332,61 |